# 佛罗伦萨诸圣教堂

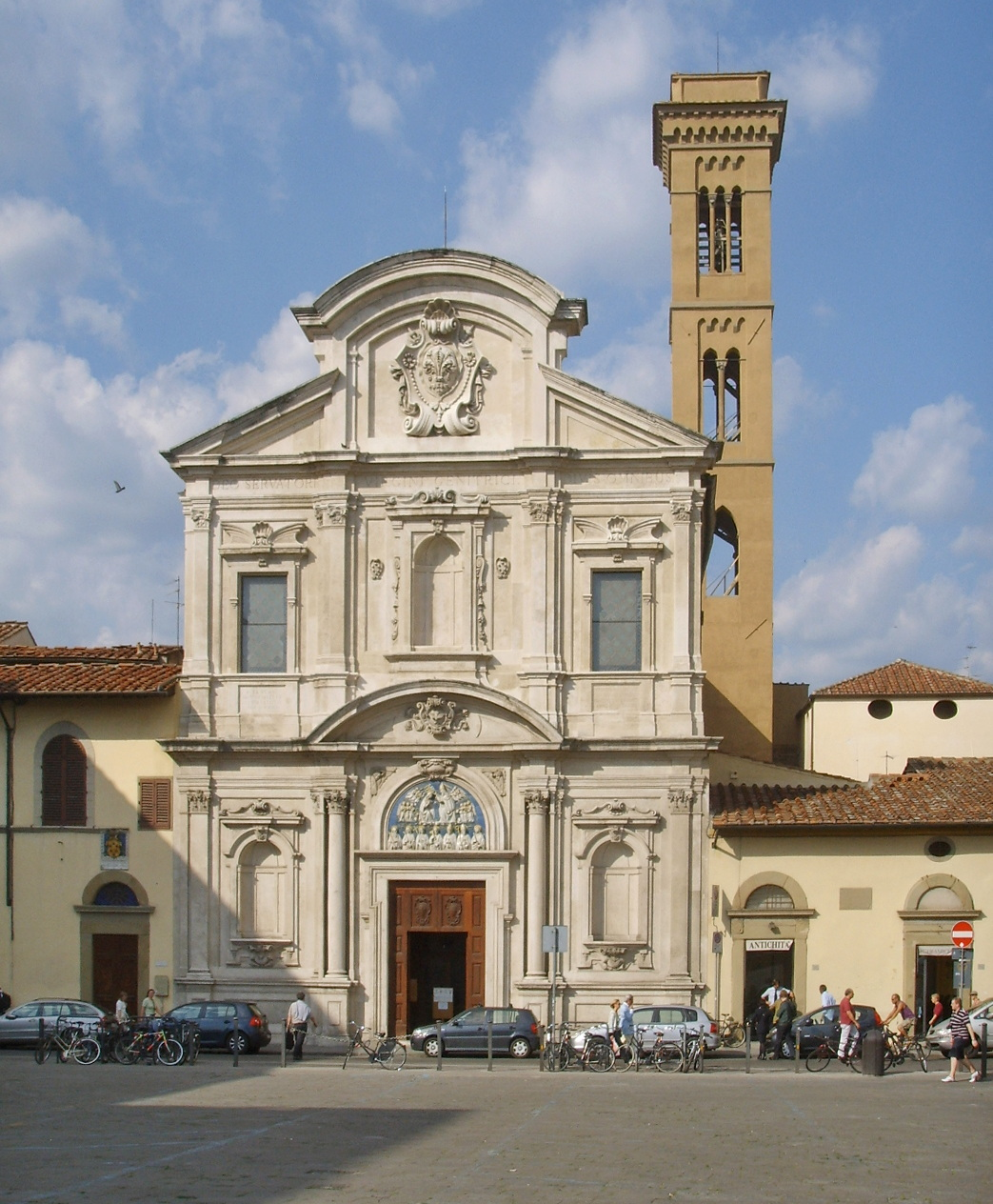
佛羅倫薩諸聖教堂的正面

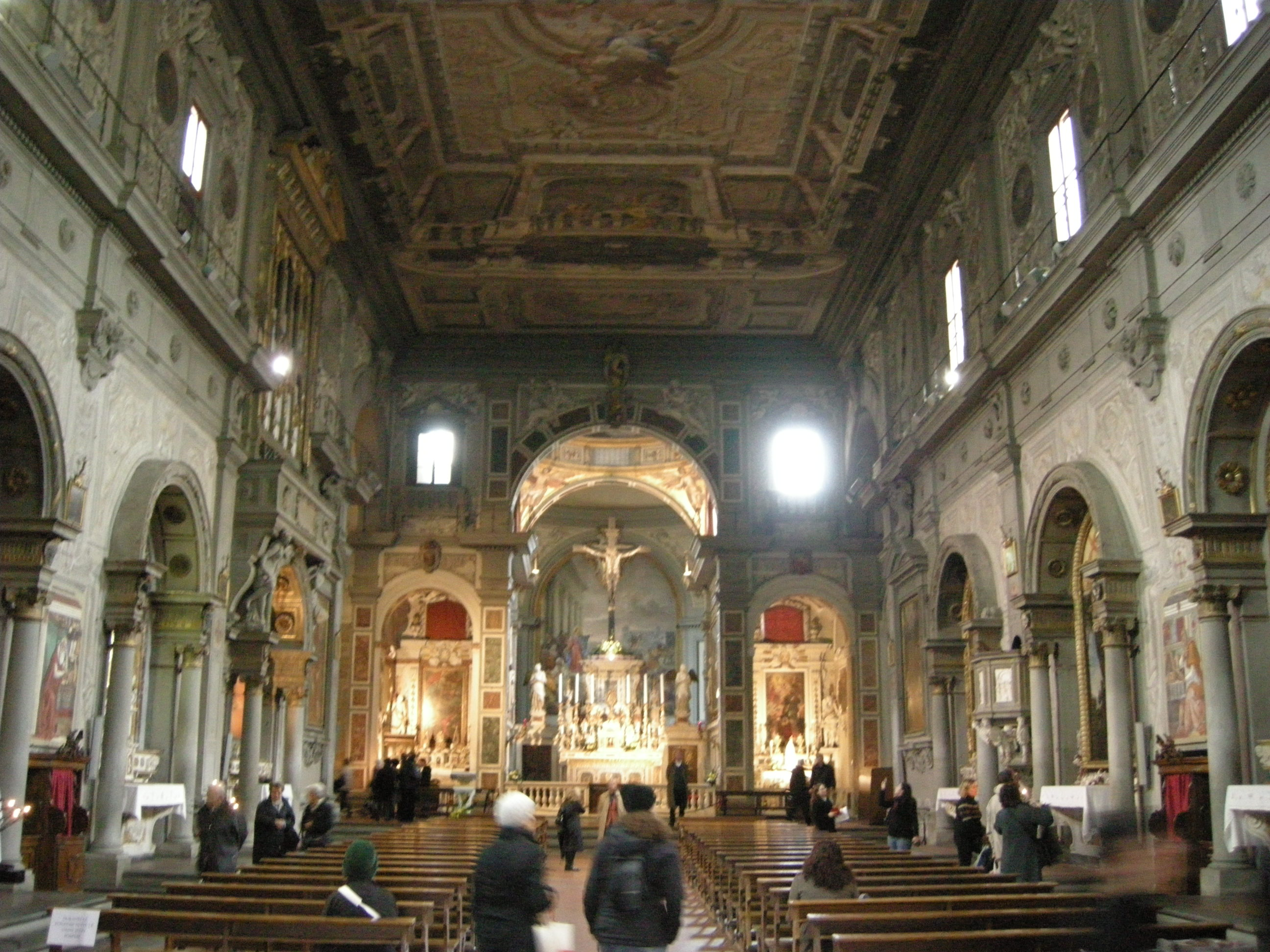
中殿

佛罗伦萨诸圣教堂（意大利语：Chiesa di Ognissanti）是意大利佛罗伦萨的一座方济各会教堂，完成于1250年代，但在大约1627年几乎完全按Bartolomeo Pettirossi的巴洛克设计重建，立面由Matteo Nigetti设计（1637年）- 在门口保存至今的宏伟的光滑的岱拉·洛比亚风格的赤褐色半圆壁 
的方式，现在认为是Benedetto Buglioni的作品：诸圣教堂是巴洛克建筑渗透进这座文艺复兴城市最早的实例之一。两种柱式的壁柱围合的壁龛，和带有荒诞檐口的窗户。正立面的左侧是兴建于13和14世纪的钟楼。

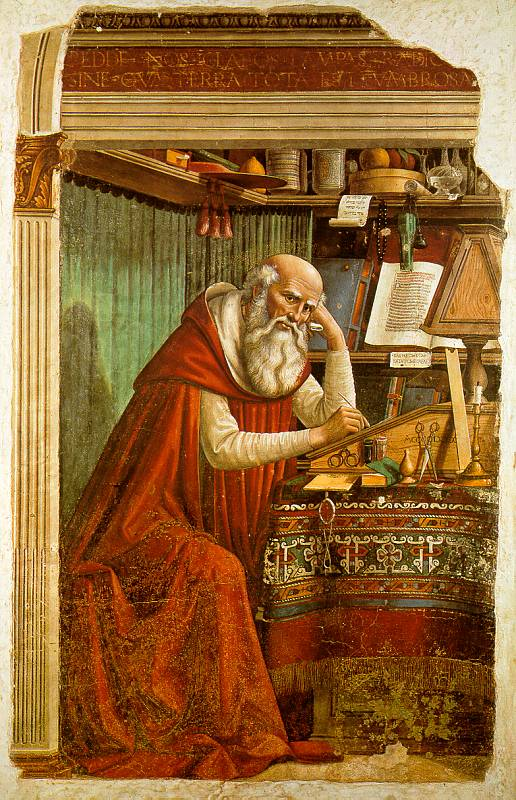
正在研究的圣杰罗姆

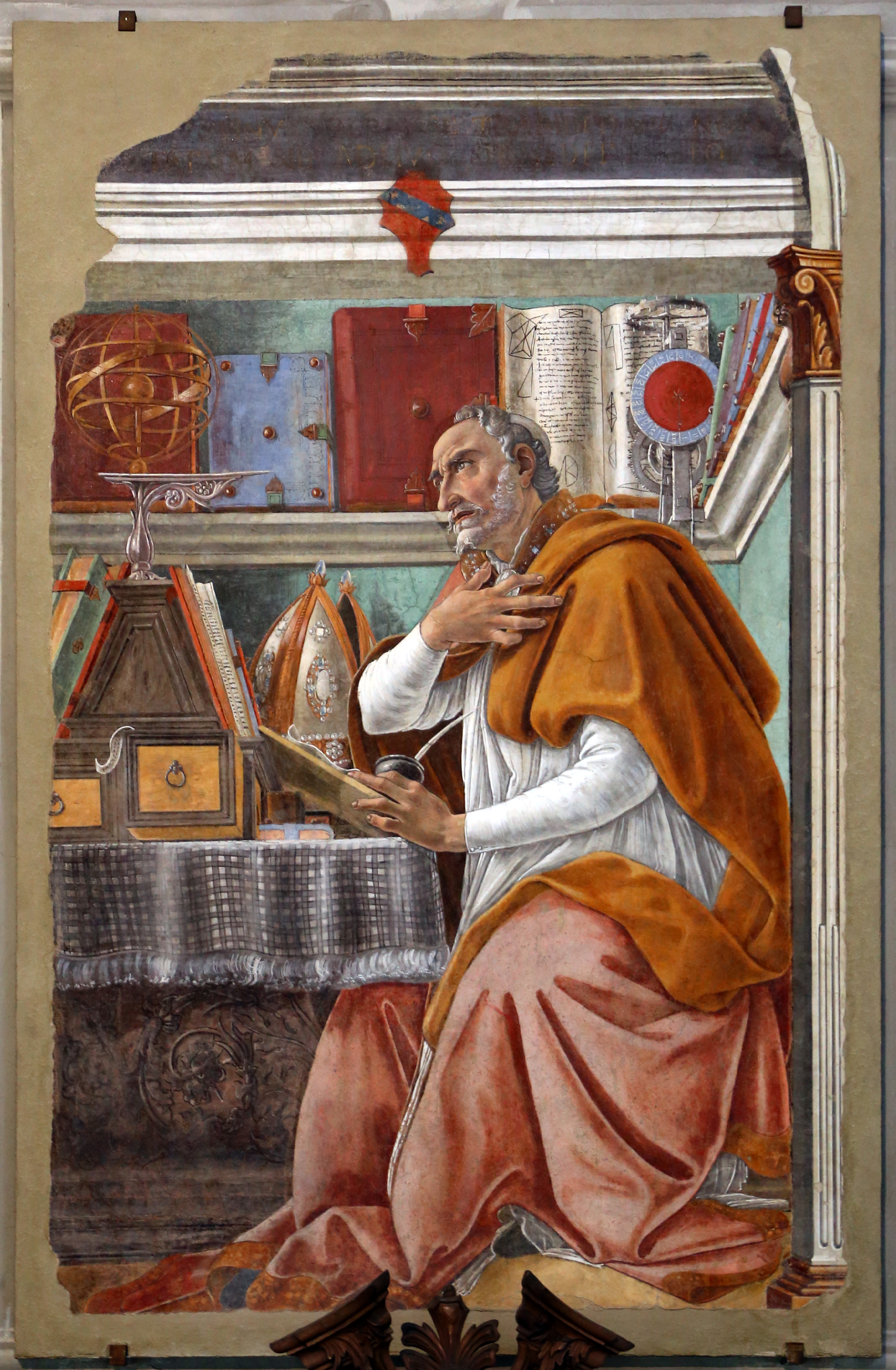
正在研究的圣奥古斯丁

大航海家亚美利哥·韦斯普奇和文艺复兴著名画家波提切利都埋葬在这座教堂，如波提切利生前所愿，他的墓靠近所爱的西蒙内塔·韦斯普奇（Simonetta Vespucci）。波提切利的壁画《正在研究的圣奥古斯丁》，和多米尼哥·基兰达奥的《正在研究的圣杰罗姆》都创作于1480年，两位艺术家不同的创作风格显而易见。诸圣教堂最大的一幅壁画可能是基尔兰奥的《最后的晚餐》，位于修道院的食堂，为文艺复兴时期同类题材最具代表性的作品之一。